# Pratt (Kansas)
Pratt is een plaats (city) in de Amerikaanse staat Kansas, en valt bestuurlijk gezien onder Pratt County.

## Demografie
Bij de volkstelling in 2000 werd het aantal inwoners vastgesteld op 6570.
In 2006 is het aantal inwoners door het United States Census Bureau geschat op 6408, een daling van 162 (-2.5%).

## Geografie
Volgens het United States Census Bureau beslaat de plaats een oppervlakte van
19,5 km², waarvan 19,2 km² land en 0,3 km² water. Pratt ligt op ongeveer 575 m boven zeeniveau.

## Plaatsen in de nabije omgeving
De onderstaande figuur toont nabijgelegen plaatsen in een straal van 20 km rond Pratt.

## Geboren
- Bill Farmer (1952), acteur, komiek, presentator en stemacteur